# Tomasz Brzyski
Tomasz Brzyski (* 10. Januar 1982 in Lublin, Polen) ist ein polnischer Fußballspieler.

## Vereinskarriere
Der 1,70 m große Außenverteidiger entstammt der Jugendabteilung von Lublinianka Lublin. Hier spielte er auch von 2000 bis 2003 in der vierten polnischen Liga. 2003 wechselte er zum Ligakonkurrenten Orlęta Radzyń Podlaski wo er bis 2004 spielte. Zur Saison 2004/2005 wurde er vom damaligen Erstligisten Górnik Łęczna verpflichtet, wo er aber nur zweimal in der Ekstraklasa zum Einsatz kam. Zur Rückrunde der Saison 2004/05 wurde er an den Zweitligisten Radomiak Radom abgegeben. Hier konnte er sich sofort einen Stammplatz erkämpfen und brachte es in 1 ½ Jahren auf 49 Spiele und zwei Tore in der 2. Liga.
2006 wurde er von Korona Kielce verpflichtet und schaffte endgültig den Durchbruch in der Ekstraklasa, der höchsten polnischen Spielklasse. Zur Rückrunde der Saison 2007/08 wechselte er zum polnischen Rekordmeister Ruch Chorzów und wurde eine feste Größe in der Mannschaft und einer der besten Außenverteidiger der Liga. Was auch dem neuen polnischen Nationaltrainer Franciszek Smuda nicht entging. Seit Anfang 2010 spielte er für den polnischen Hauptstadtklub Polonia Warschau. Für Polonia absolvierte er bis zur Winterpause 2012/13 77 Ligaspiele, in denen er sechsmal traf. Im Januar 2013 wechselte Tomasz Brzyski, nachdem er bei Polonia seinen Vertrag vorzeitig aufgelöst hatte, zum Stadtrivalen Legia Warschau, wo er einen Zweijahresvertrag unterschrieb.
Nachdem der Vertrag nochmal verlängert worden war, war Brzyski bis zum 30. Juni 2017 an den Hauptstadtclub gebunden. Nachdem sich Brzyski mit dem damaligen Trainer Besnik Hasi überworfen hatte, wechselte er zum Ligakonkurrenten Cracovia. Hier bestritt er 22 Ligaspiele. Zur Saison 2017/18 wechselt Tomasz Brzyski zum Aufsteiger Sandecja Nowy Sącz und nur ein Jahr später weiter zum Viertligisten Motor Lublin. 2020 folgte der Wechsel eine Klasse tiefer zum Nachbarn Lublinianka, zu dem er auch nach dem einjährigen Gastspiel bei Chełmianka Chełm wieder zurückkehrte.

## Nationalmannschaft
Tomasz Brzyski debütierte am 17. Januar 2010 beim Freundschaftsspiel gegen Dänemark (1:3), welches in Nakhon Ratchasima (Thailand) ausgetragen wurde, für die polnische Fußballnationalmannschaft. Hierbei ist zu beachten, dass er zum Zeitpunkt seines Debüts bereits 28 Jahre alt war. Bislang absolvierte er insgesamt sieben Länderspiele.

## Erfolge
- Polnischer Meister: 2013, 2014, 2016, 2017
- Polnischer Pokalsieger: 2013, 2015, 2016